# Thinouia paraguayensis
Thinouia paraguayensis är en kinesträdsväxtart som först beskrevs av Nathaniel Lord Britton, och fick sitt nu gällande namn av Ludwig Radlkofer. Thinouia paraguayensis ingår i släktet Thinouia och familjen kinesträdsväxter. Inga underarter finns listade i Catalogue of Life.